# Rembrandtplein (Amsterdam)

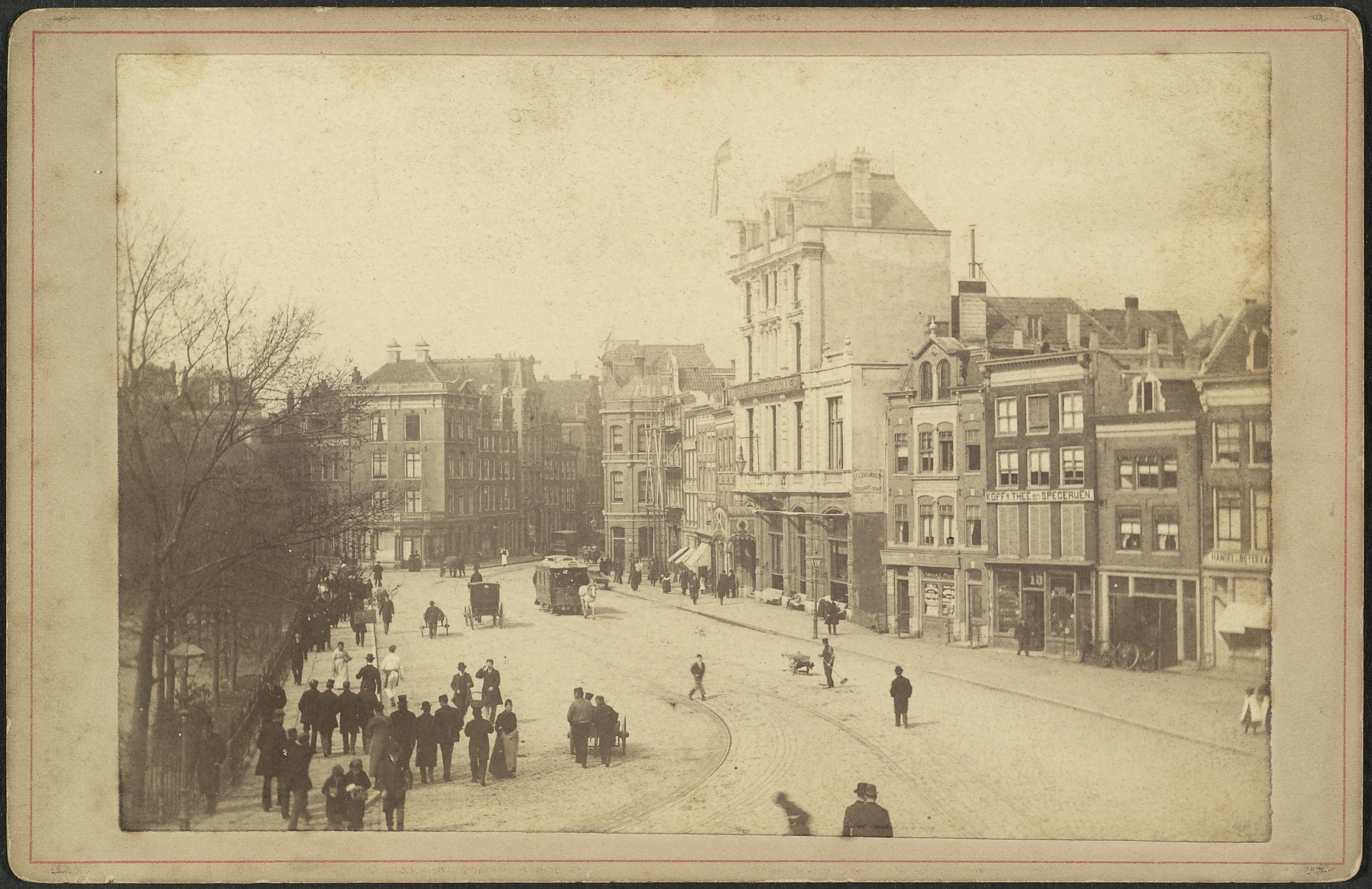
Het Rembrandtplein in de 19e eeuw met paardentram.

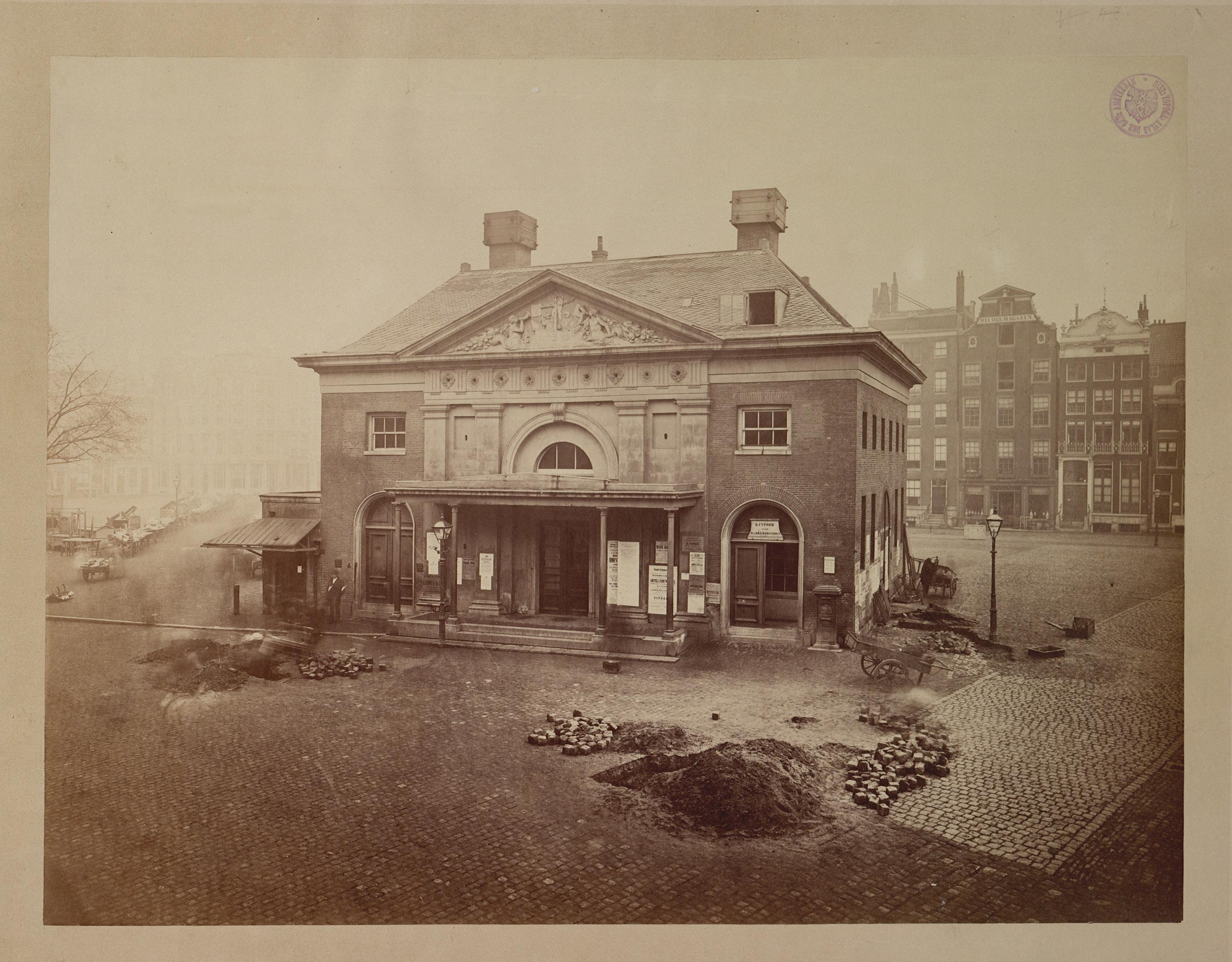
De Boterwaag op de Botermarkt (tegenwoordig Rembrandtplein) in Amsterdam juist voor de afbraak in 1874.

Het Rembrandtplein is een plein in het centrum van Amsterdam, tussen de Reguliersbreestraat en de Amstelstraat. Het plein grenst aan het Thorbeckeplein. Ook de Reguliersdwarsstraat, de Korte Reguliersdwarsstraat, de Halvemaansteeg, de Bakkersstraat en de Utrechtsestraat komen uit op het plein.
Het Rembrandtplein behoort door de vele horecagelegenheden en terrasjes tot de bekendste uitgaansgebieden in Amsterdam. Max Tak componeerde hierover het liedje:
Onder de bomen van het plein,

daar kun je zo gelukkig zijn...

## Geschiedenis
In 1655 werd bij de Reguliersbreestraat de Derde Regulierspoort gebouwd. Deze poort maakte deel uit van de stadsomwalling. Na de uitleg van de stad en de bouw van de Utrechtsepoort op het huidige Frederiksplein, werd de Regulierspoort overbodig. In 1668 werd de poort tot Boterwaag verbouwd en het plein eromheen Reguliersplein gedoopt. In 1669 werd de maandagmarkt voor zuivelproducten van de Dam naar het plein verplaatst en kreeg het plein de naam Botermarkt. Op de zgn. Kippenhoek werd allerlei gevogelte verhandeld, waarmee niet langs de deuren gevent mocht worden.

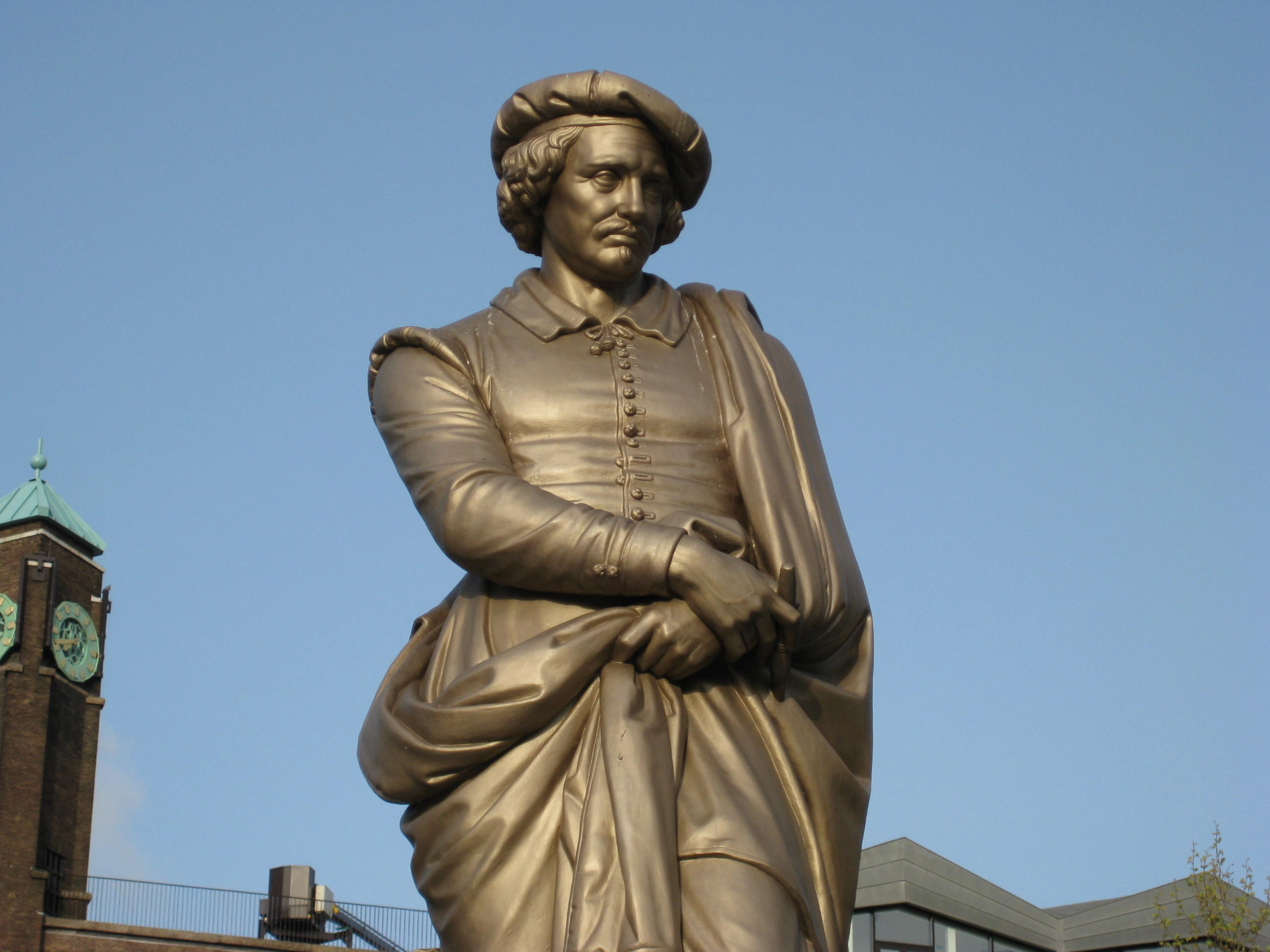
Close up van gietijzeren standbeeld van Rembrandt uit 1852 door Louis Royer

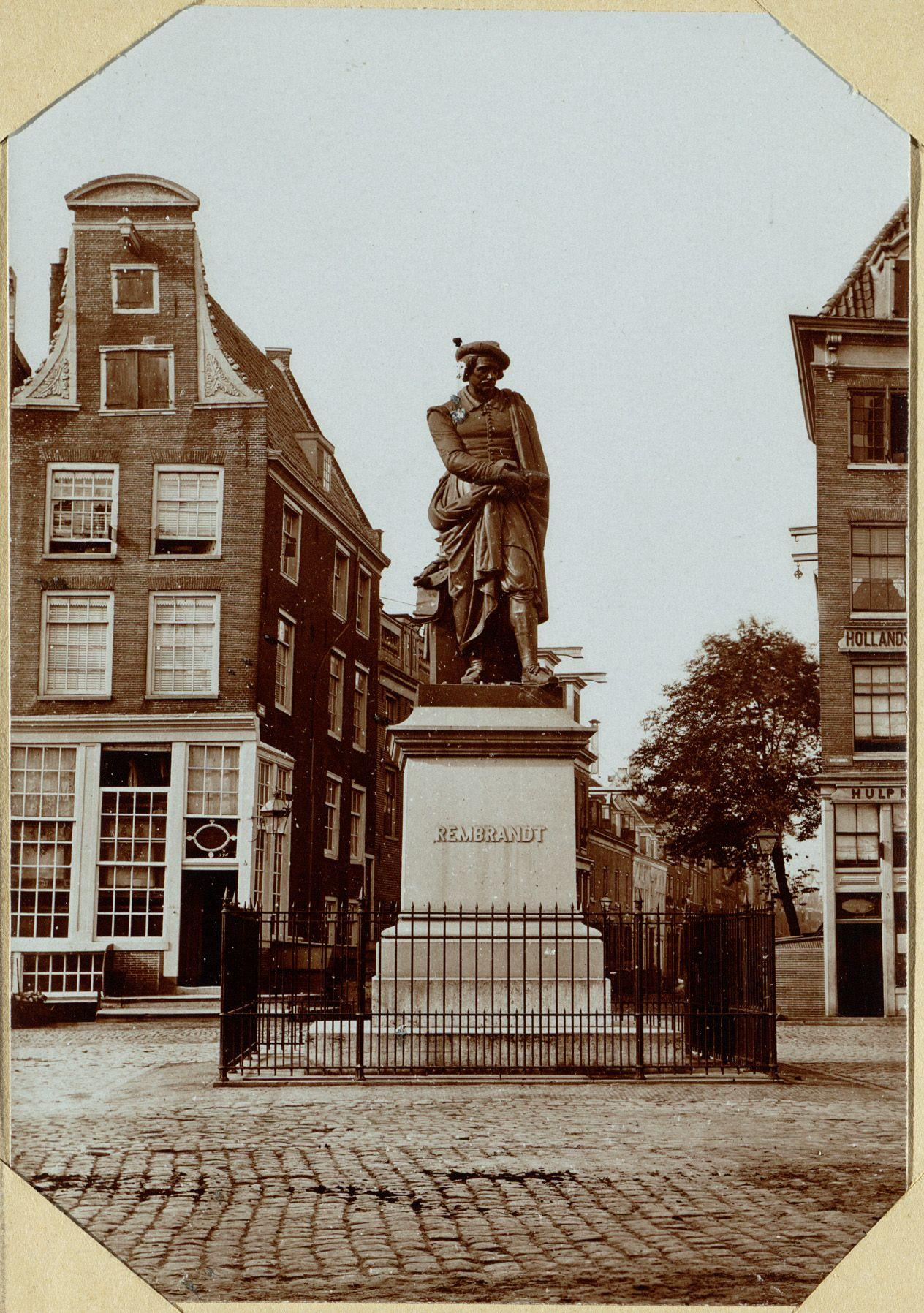
Het Standbeeld van Rembrandt op het voormalige Kaasplein vóór de Reguliersdwarsstraat; circa 1867.

In 1852 onthulde Koning Willem III op het plein een door Louis Royer ontworpen gietijzeren Rembrandtmonument. Het is het oudste nog bestaande standbeeld in Amsterdam en werd gegoten in één stuk. Rond 1870 verdwenen de boter- en kaasmarkten en in 1876 werd het beeld verplaatst naar een nieuw aangelegd plantsoentje. Op 17 mei 1876 wijzigde de gemeenteraad in een geheime raadszitting de naam Botermarkt in Rembrandtplein. Veel Amsterdammers spreken over het "Rembrandtsplein" met een tussen-s. Hoewel taalkundig misschien incorrect, stond deze naam tot 1985 ook op de straatnaamborden.
In 1924 is het plein grondig heringedeeld, waarbij onder andere het beeld van Rembrandt werd verplaatst en een nieuwe sokkel kreeg.
Het vermaarde, op het Parijse voorbeeld geïnspireerde, café Mille Colonnes, was tussen 1879 en 1929 gevestigd aan het Rembrandtplein 11-15. In Heck's Victoria's Lunchroom, dat in 1930 op deze plaats de deuren opende, werd het amusement verzorgd door een groot orkest en populaire vocalisten. Tussen 1966 en 1986 zat hier de bioscoop Rembrandtpleintheater. Sinds 1987 biedt het plaats aan de discotheek Escape. Daarnaast, aan het Rembrandtplein 17, ligt het in 1898 door Gerrit van Arkel ontworpen Gebouw De Kroon.
Aan de overzijde opende George Schiller in 1892 een uitgaansgelegenheid, die in 1912-'13 vervangen werd door het nog steeds bestaande restaurant-hotel Schiller. In het naastgelegen pand volgde begin jaren twintig een aparte hotelbar, het huidige Café Schiller. Onder leiding van hotelier-kunstschilder Frits Schiller werden dit dé ontmoetingsplaatsen van de artiesten en de beau monde van die dagen.
Een van de frequente bezoekers was de bekende cabaretier Jean-Louis Pisuisse. In het plantsoen achter het standbeeld van Rembrandt werd hij met zijn vrouw op 26 november 1927 na een diner in hotel Schiller neergeschoten door Tjakko Kuiper, een jaloerse ex-minnaar van Pisuisse's vrouw Jenny Gilliams. Kuiper pleegde na de moord vervolgens zelfmoord en overleed ter plekke. Pisuisse werd nog naar het politiebureau op de hoek met de Halvemaansteeg gebracht, maar stierf daar, terwijl Gilliams een uur later in het Binnengasthuis bezweek.

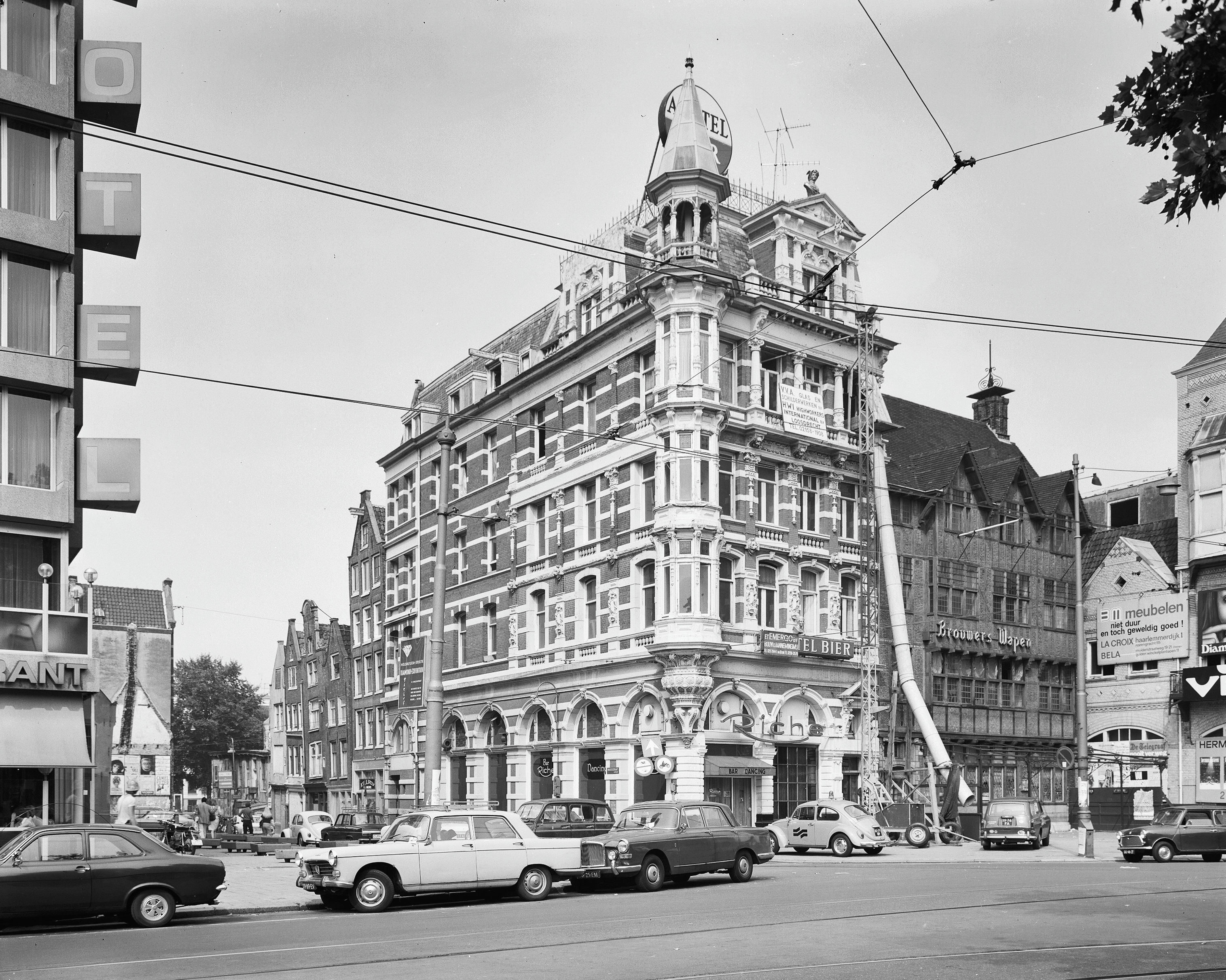
Rembrandtplein hoek Bakkerstraat; 1973.

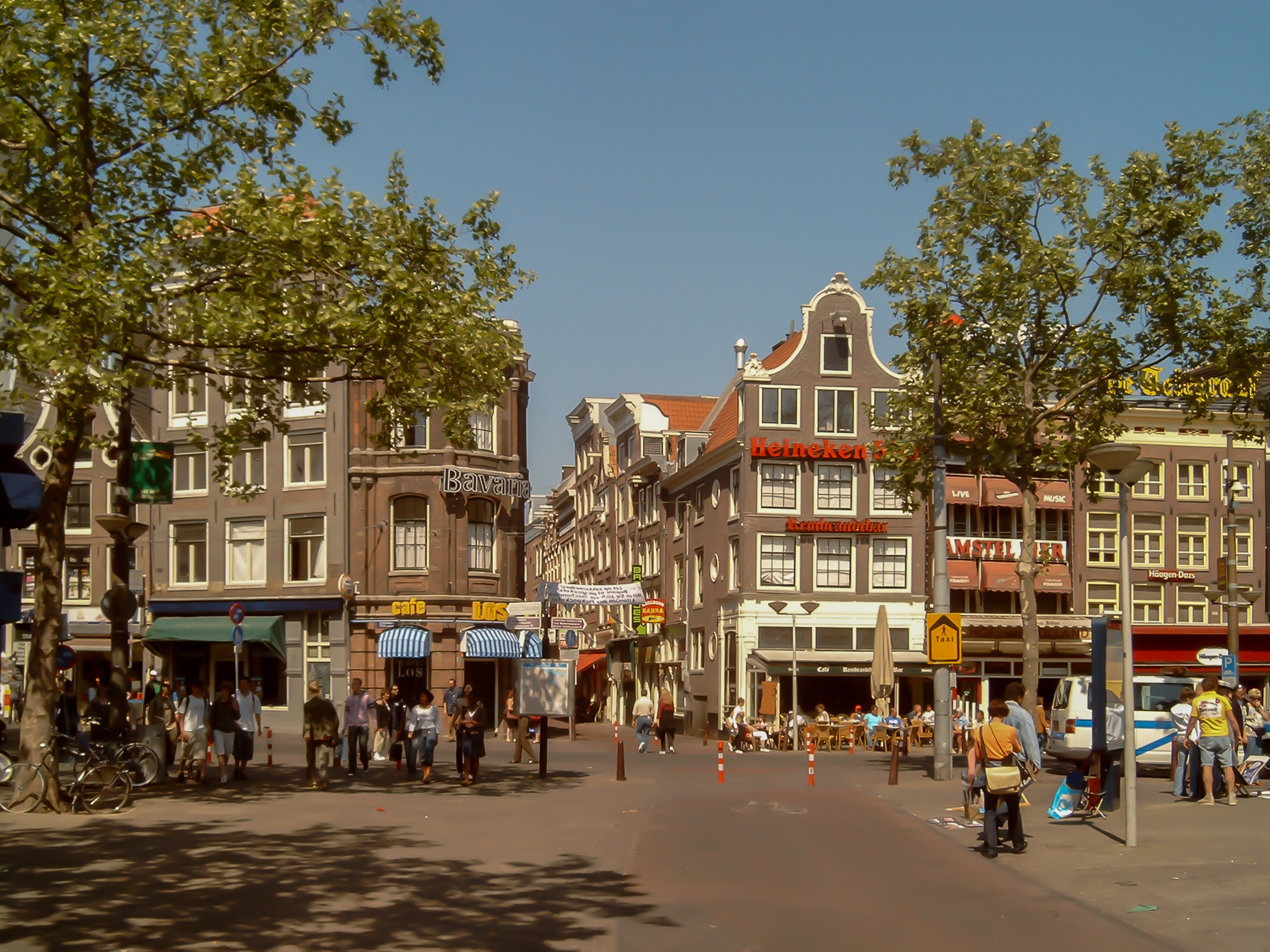
Rembrandtplein, hoek Reguliersbreestraat - Halvemaansteeg; 2007.

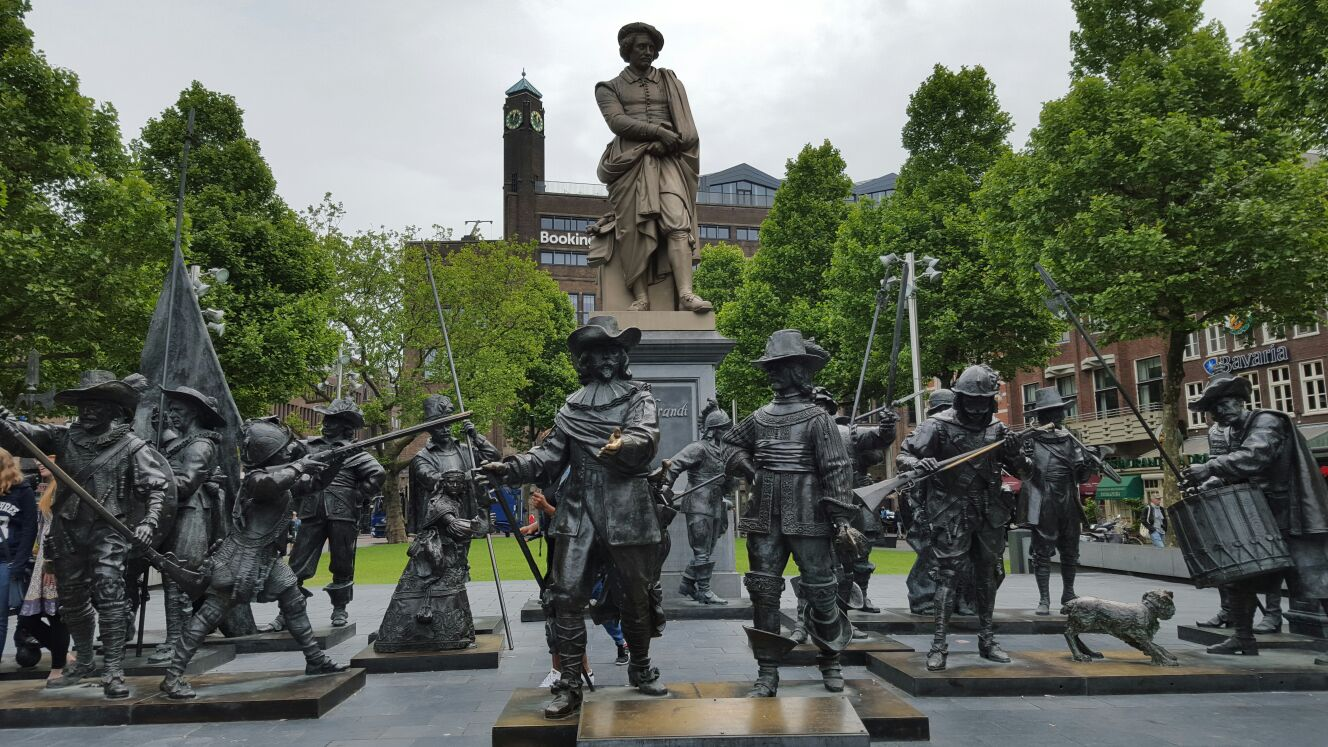
Beeldengroep 'De Nachtwacht' (2006-2020) voor het beeld van Rembrandt in 2016.

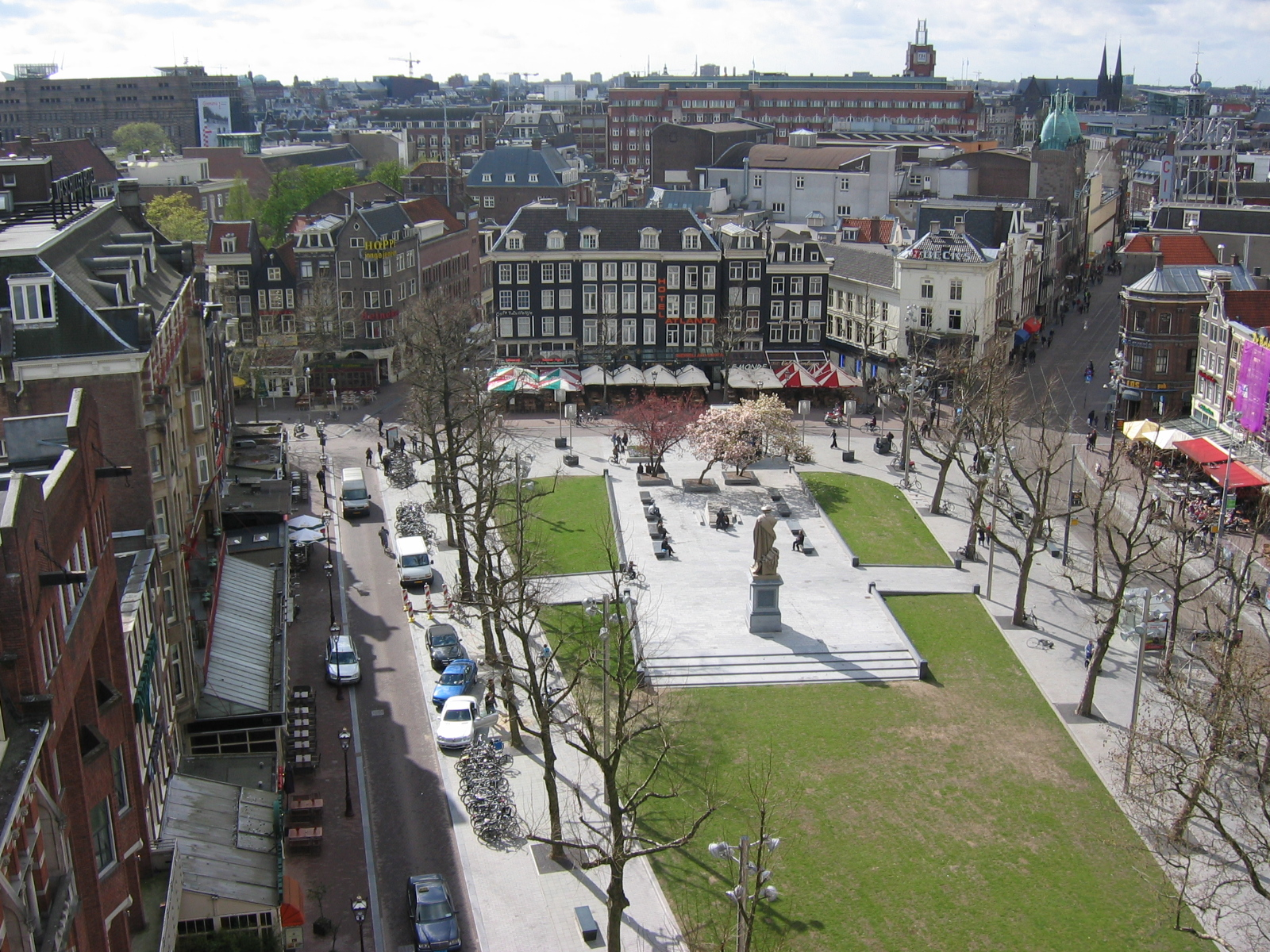
Uitzicht op het Rembrandtplein vanaf 'The Bank'; 2010.

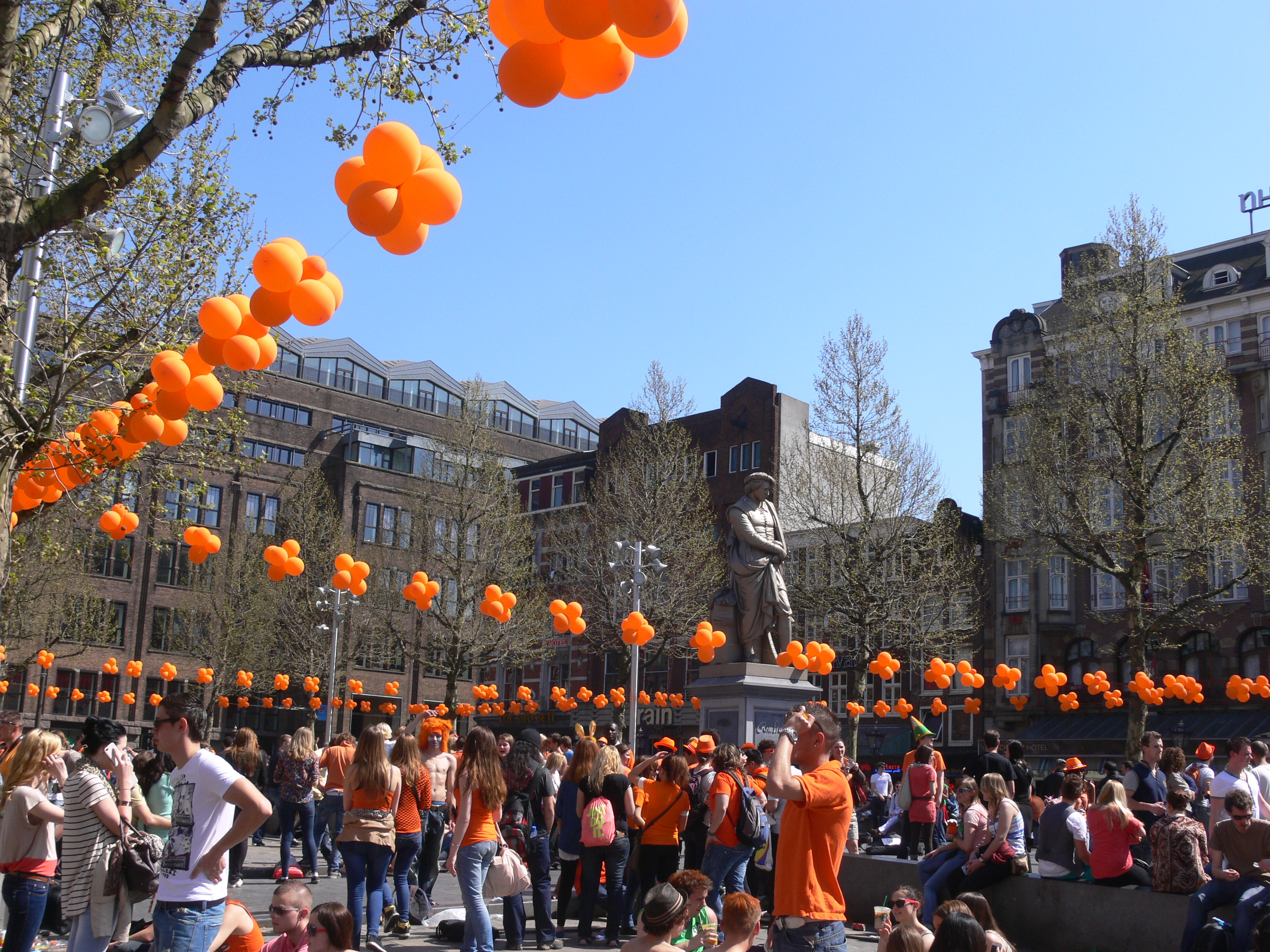
Het Rembrandtplein op Koninginnedag 2012.

Aan het Rembrandtplein 19 lag het Rembrandttheater. Het gebouw, met de door twee torens geflankeerde gevel, werd in 1902 ontworpen door de architecten Evert Breman en Willem Molenbroek. Oorspronkelijk gebouwd als variété- en operettetheater was het vanaf 1919 in gebruik als bioscooptheater, waar vooral de Duitse UFA-operettefilms veel succes oogstten. In 1943 brandde het af, waarschijnlijk als gevolg van een aanslag door de verzetsgroep CS-6. Na de oorlog exploiteerde Kees Manders hier een theatertje waar onder anderen Rika Jansen en het Shaffy Chantant optraden. In de jaren zeventig verrees hier het huidige Caransa Hotel.
Het revue-café Saint-Germain-des-Prés aan de westzijde van het plein werd tussen 1953 en 1962 vooral bekend door de als "Dorus" optredende Tom Manders. Het café 't Hof van Holland, Rembrandtplein 5, was jarenlang het podium voor de vertolkers van het Amsterdamse levenslied. Op de hoek van de Utrechtsestraat presenteerde de Joodse humorist Max Tailleur tussen 1952 en 1966 zijn cabaret De Doofpot.
Het grootste gebouw aan het plein is het vroegere hoofdkantoor van de voormalige Amsterdamsche Bank (later de ABN AMRO-bank). Het pand, Rembrandtplein 47, staat op de plek van een voormalig bejaardenhuis, gesticht door Josephus Augustinus Brentano. De nieuwbouw kwam tot stand tussen 1926 en 1932 naar een plan van H.P. Berlage en B.J. en W.B. Ouëndag. Het aangrenzende Centraal Theater in de Amstelstraat moest later plaatsmaken voor een uitbreiding. Sinds het vertrek naar het nieuwe hoofdkantoor van de bank aan de Zuidas werd gezocht naar een nieuwe bestemming voor dit pand. In 2011 kwam een renovatie gereed, waarna het gebouw onder de naam The Bank onderdak biedt aan winkels en restaurants op de begane grond en kantoorruimten op de etages.
De dichter Willem Kloos werd op 6 mei 1859 geboren als zoon van de kleermaker Johannes Kloos in een pand aan het Rembrandtplein dat nu verdwenen is.

## Herinrichting

### 1985
In 1985 werd het plein heringericht. Oorspronkelijk reden de tramlijnen 4 en 9 alleen staduitwaarts door de Reguliersbreestraat, Rembrandtplein en Amstelstraat. Stadinwaarts werd via de Bakkersstraat en Amstel gereden. Bij de herinrichting gingen de tramlijnen in beide richting over het Rembrandtplein rijden en werden de Reguliersbreestraat, het Rembrandtplein en de Bakkersstraat grotendeels omgevormd tot voetgangersgebied. Tijdens de werkzaamheden reed lijn 4 staduitwaarts tijdelijk door de Reguliersdwarsstraat en langs het zuidelijke gedeelte van het plein.

### 2009
Bij herinrichting van het plein in 2009 verdween veel van de beplanting waardoor het plein een ruimer en overzichtelijker aanzien kreeg. Het standbeeld van Rembrandt werd verplaatst en kijkt sindsdien in een andere richting (naar het westen). Er kwam een waterpartij, en een dozijn lichtmasten, die bij calamiteiten een fel wit licht kunnen verspreiden. Over de terugkeer van de 22 bronzen figuren, die in 2005 door de Russische kunstenaars Alexander Taratynov en Mikhail Dronov naar voorbeeld van Rembrandts schilderij De Nachtwacht werden gemaakt, werd onderhandeld. Na drie jaar afwezigheid keerde de beeldengroep in december 2012 weer terug bij het standbeeld van Rembrandt. Zij bleven daar ruim zeven jaar staan en werden in februari 2020 verwijderd. In 2011 werd een transformatorhuisje versierd tot Rembrandthuisje.

## Galerij

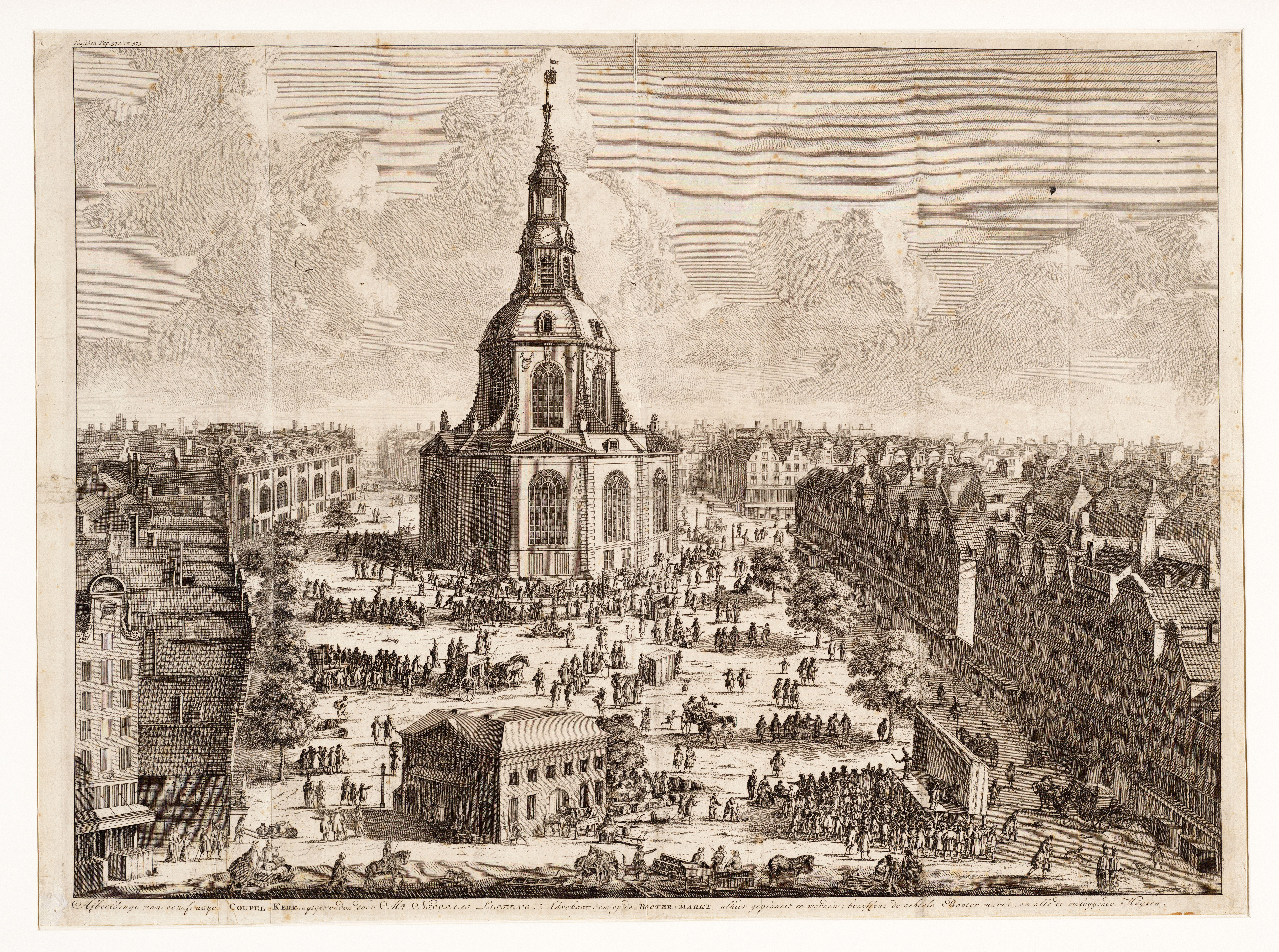
Ontwerp voor een nooit gerealiseerde koepelkerk op initiatief van Nicolaes Listingh. Op de voorgrond de Boterwaag; 1729.
- Bioscoopjournaal heropening in 1924.
- Bioscoopjournaal heropening in 1924. In dit item is het standbeeld van Rembrandt op het plein verplaatst.
- Bioscoopjournaal
sloop bouwresten op Rembrandtplein in 1926
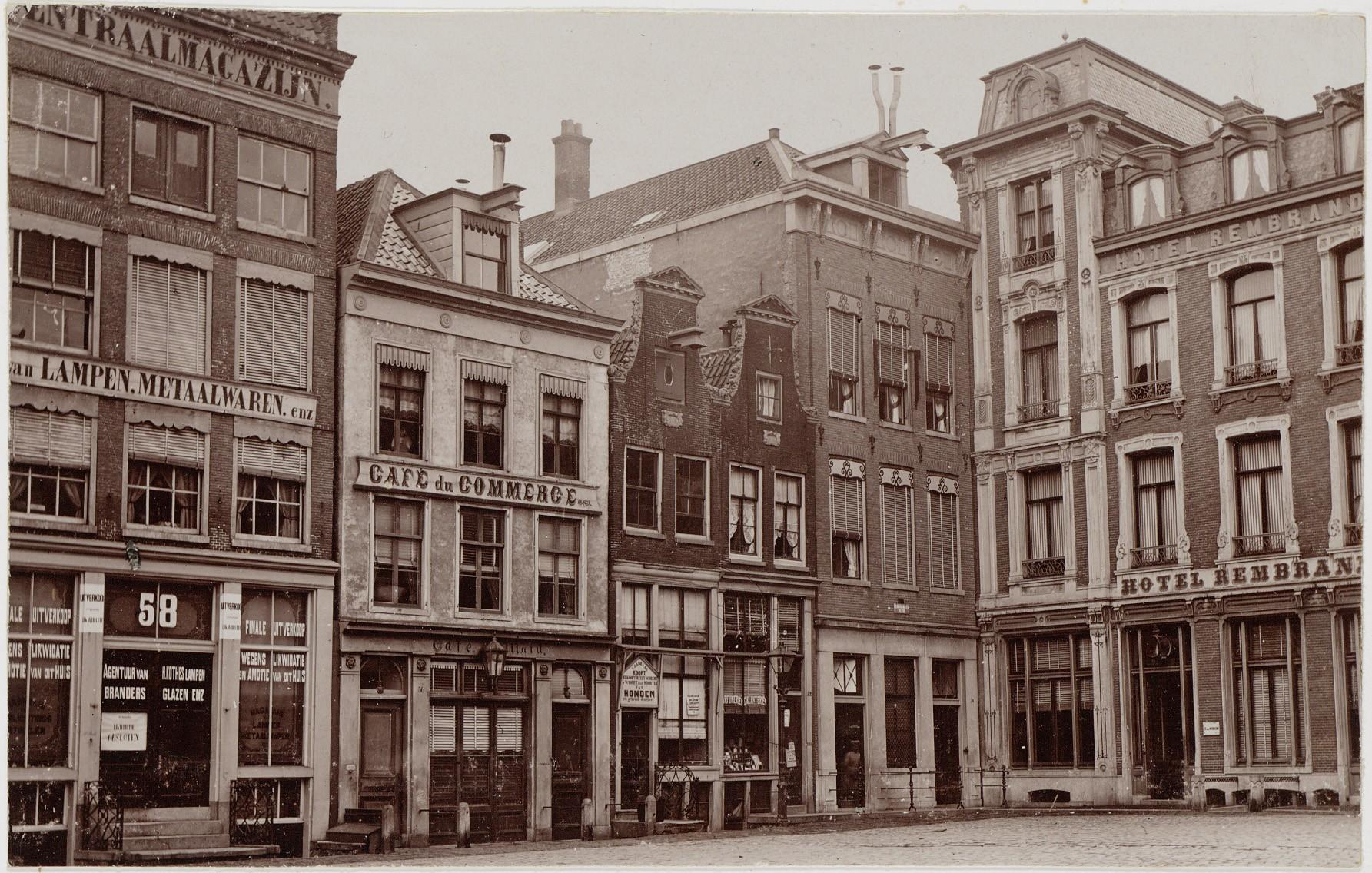
Voormalige hoek van het Rembrandtplein waar nu The Bank staat (foto ca. 1875)
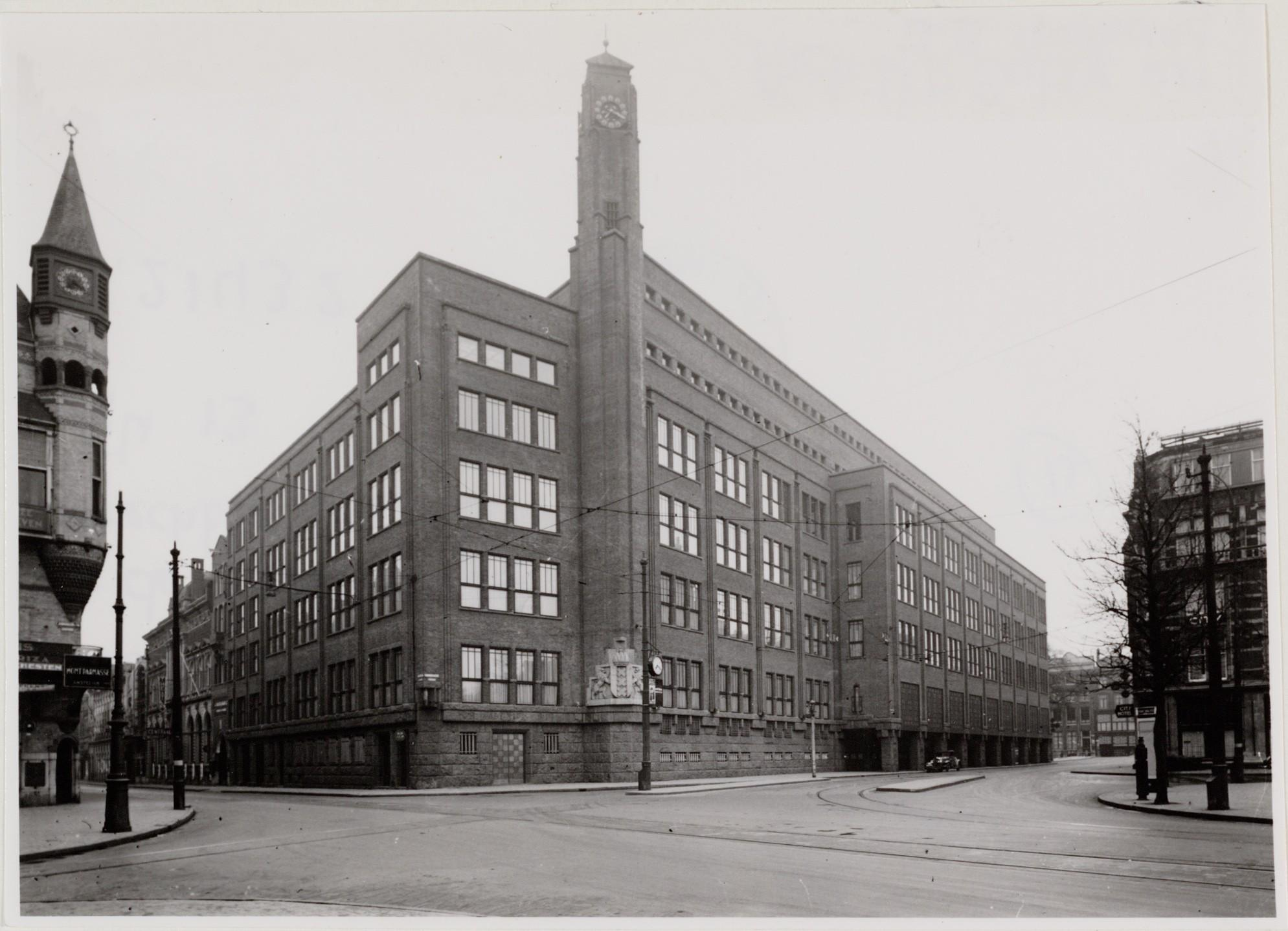
Het Hoofdkantoor Amsterdamsche Bank, kort na de oplevering; 1934.
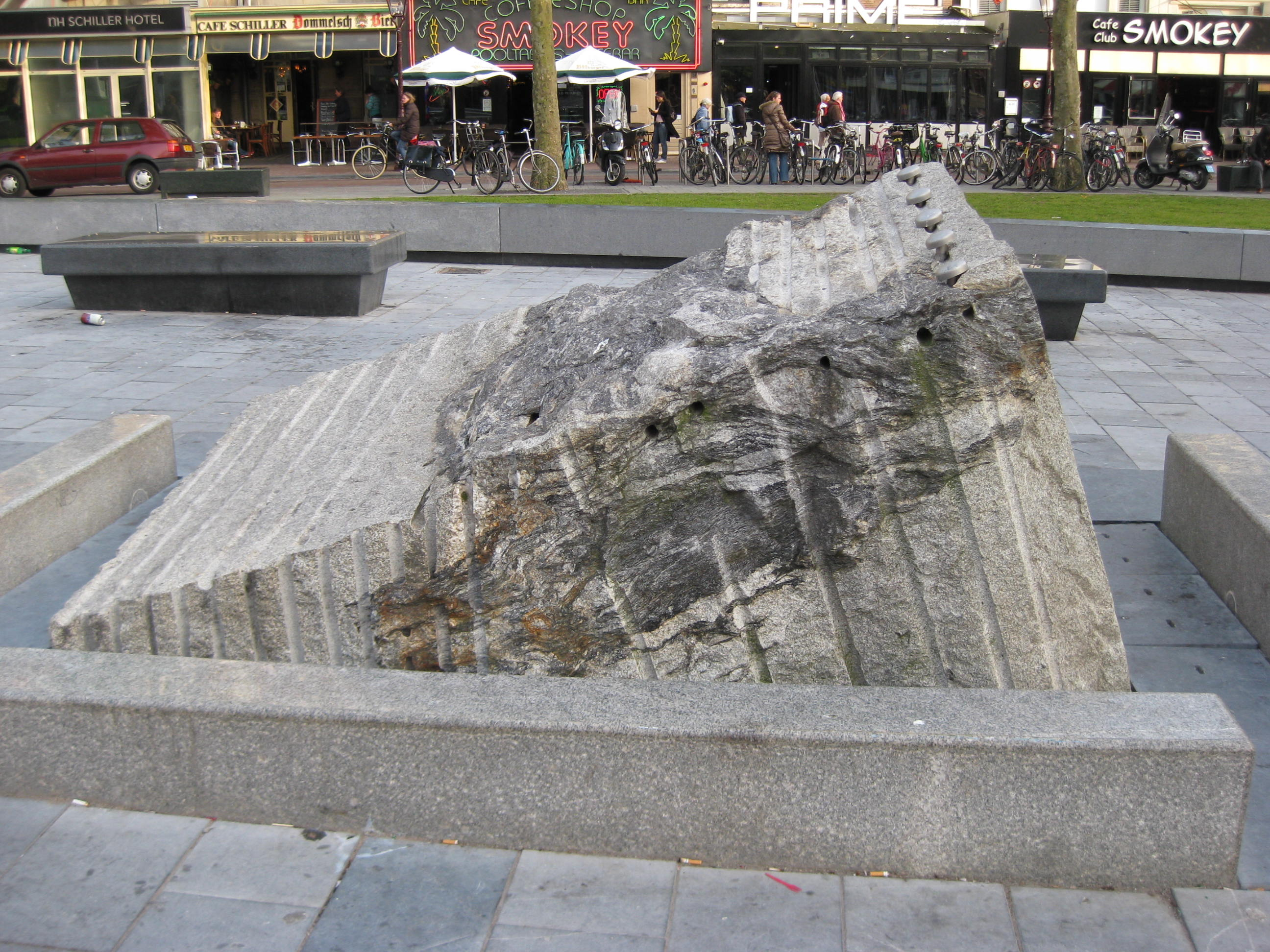
Rotsfontein op het in 2009 vernieuwde plein.
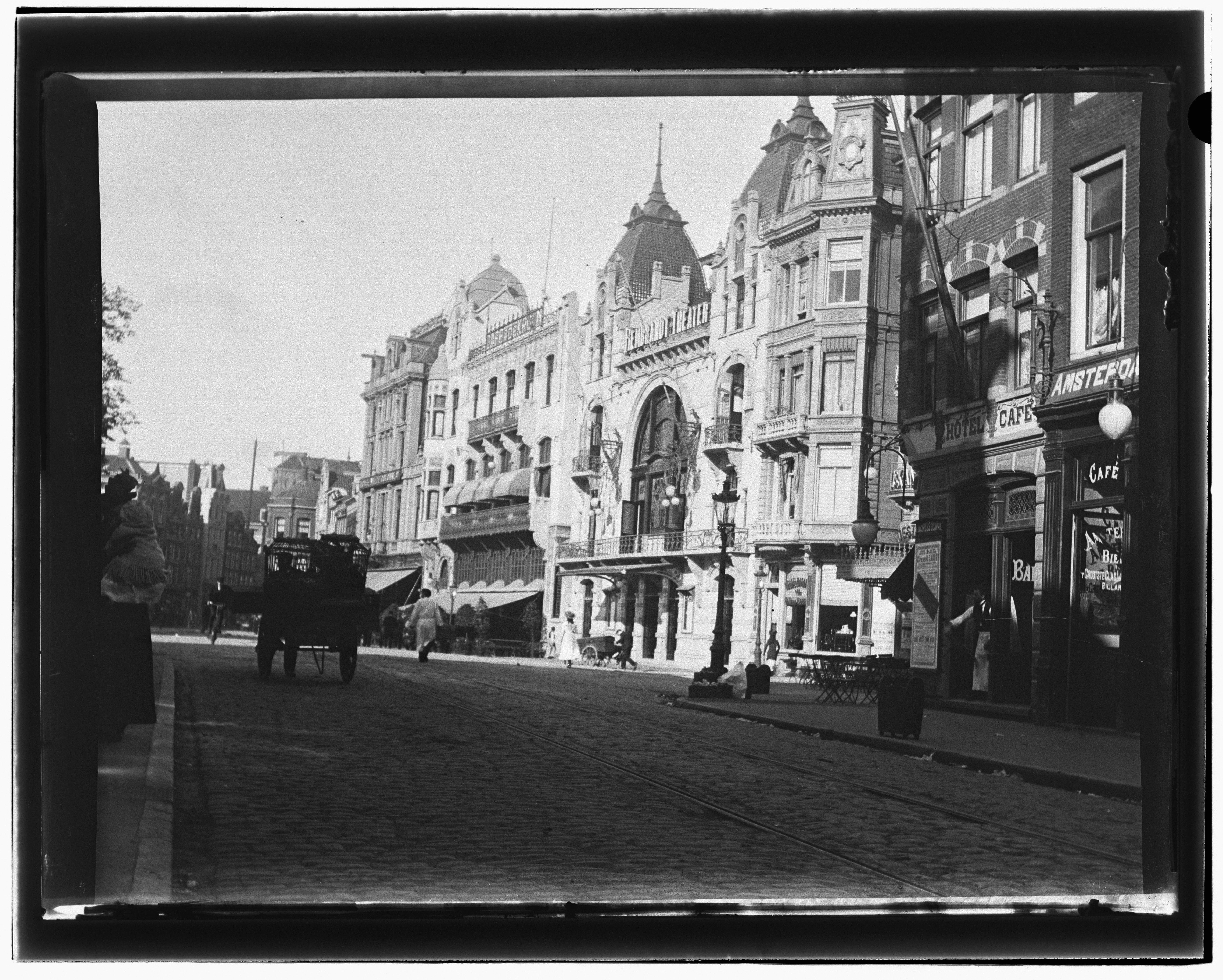
De noordelijke gevelrij in 1902. Hiervan staat alleen het middelste pand er nog (café De Kroon)

## Openbaar vervoer

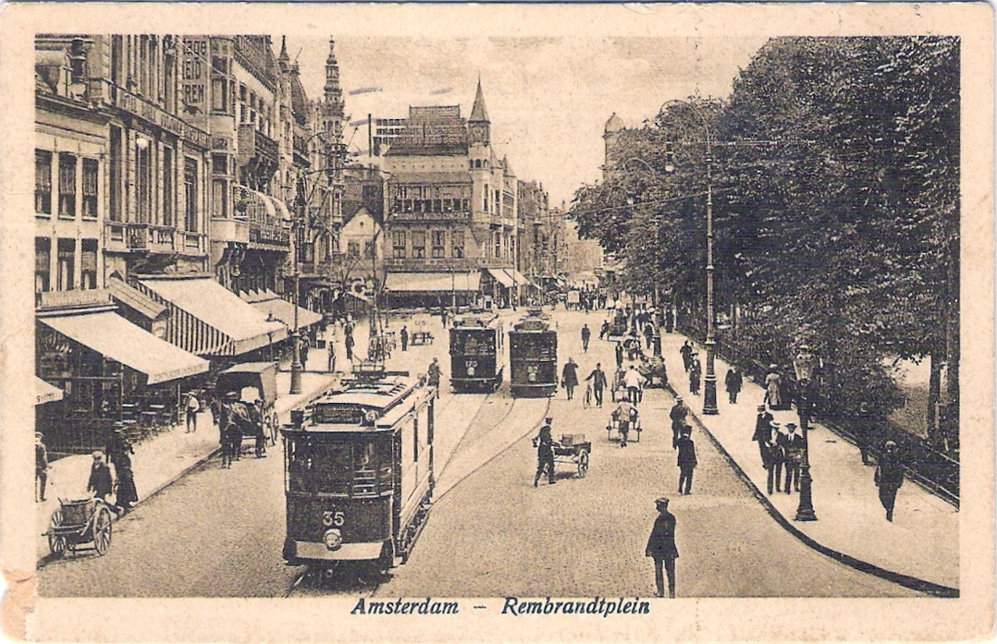
Trams op het Rembrandtplein; circa 1910.

De tramlijnen 4, 14 en een vijftal nachtbuslijnen hebben een halte op het Rembrandtplein. Tramlijn 9 (1903-2018) had 115 jaar lang een halte op het plein, tot de opheffing in 2018.